# بدل (زبان‌شناسی)
بدل رابطه‌ای بین سازه‌های دستوری است که در آن از دو اسم متفاوت، برای اشاره به یک مصداق واحد استفاده می‌شود. مجموعهٔ آن دو اسم با هم مرکب دوسویه نام دارد.
مثلاً در هر دو جملهٔ زیر رابطهٔ بدل موجود است (زیر بدل خط کشیده شده‌است).
- خواهرم، سارا، به بازار رفت.
- سارا، خواهرم، به بازار رفت.

در جملهٔ اول خواهرم نهاد است و سارا بدل آن. اما در جملهٔ دوم وضعیت برعکس است.
بدل الزاماً بین دو ویرگول قرار نمی‌گیرد. فقط وقتی چنین می‌شود که بدل محدودکننده نباشد (صرفاً نقش توضیح اضافه را داشته باشد). بنابراین هر دو جملهٔ زیر بنا بر موقعیت می‌توانند درست باشند.
- خواهرم روژینا به مدرسه رفت.
- خواهرم، روژینا، به مدرسه رفت.

در جملهٔ اول، نویسنده احتمالاً چند خواهر دارد و روژینا نقش محدودکننده را بازی می‌کند. او احتمالاً بر این نکته تأکید دارد که از بین خواهرانش، فقط روژینا به مدرسه رفته است. اما در جملهٔ دوم، نویسنده احتمالاً فقط یک خواهر دارد که نامش روژینا است و همان به مدرسه رفته است. در جملهٔ دوم روژینا نقش محدودکننده ندارد و صرفاً توضیحی اضافه برای معرفی نهاد است.